# Lütke (brise-glace)
Le Lütke est un brise-glace de la flotte arctique russe et soviétique.
Ce navire n'écrasait pas la glace avec le poids de la coque, mais avec les coups de son étrave acérée. Il fendait la glace puis s'y coinçait, l'étendant jusqu'aux limites requises. Dans la terminologie de la première moitié du 20e siècle, ce type de navires étaient généralement appelés coupe-glaces,.

## Histoire
Le brise-glace est construit en 1909 en Grande-Bretagne et porte alors le nom d' Earl Grey. En 1914, au début de la Première Guerre mondiale, le gouvernement russe l'acquiert afin de guider les navires le long de la Dvina septentrionale pour retirer les marchandises du port d'Arkhangelsk et le rebaptise Canada. Le brise-glace transporte ainsi 146 bateaux à vapeur le long du fleuve.
En 1920, il est nommé en l'honneur de l'explorateur russe de l'Arctique, l'amiral Friedrich von Lütke.
En 1934, sous la direction du chef de l'expédition Dmitri Sergueïevitch Duplitsky, le capitaine Nikolaï Mikhaïlovitch Nikolaev (1897-1958) et le superviseur scientifique Vladimir Wiese effectuent le premier voyage le long de la route maritime du Nord d'est en ouest en une seule navigation,. Ils mettent ainsi 83 jours pour faire le trajet Vladivostock-Mourmansk.
À la fin de l'été 1941, le navire est équipé d'artillerie et inclus dans la flottille de la mer Blanche nouvellement créée. Au cours de l'hiver 1941 et 1942, il dégage des passages dans les glaces vers Arkhangelsk pour les convois de l'Arctique.
Deux expéditions, en 1948 et en 1955, sont entièrement consacrées à la recherche hydrographique des mers arctiques. En 1955, le navire établit un record du monde en atteignant 83°11', à 810 km du pôle Nord, puis en rentrant chez lui sain et sauf. L'expédition de 1955 est également remarquable pour avoir découvert le point le plus profond de l'océan Arctique, appelé la dépression de Litke (5 449 m), et foré dans le fond de l'océan pour collecter des échantillons géologiques.
Le brise-glace est en activité jusqu'en 1959.

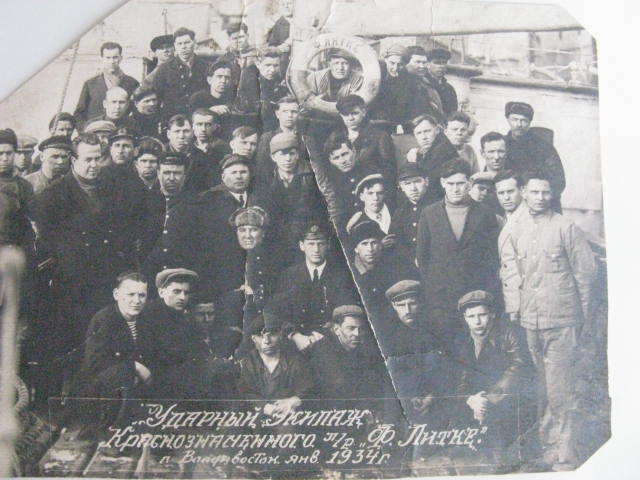
Équipage de l'expédition de 1934.
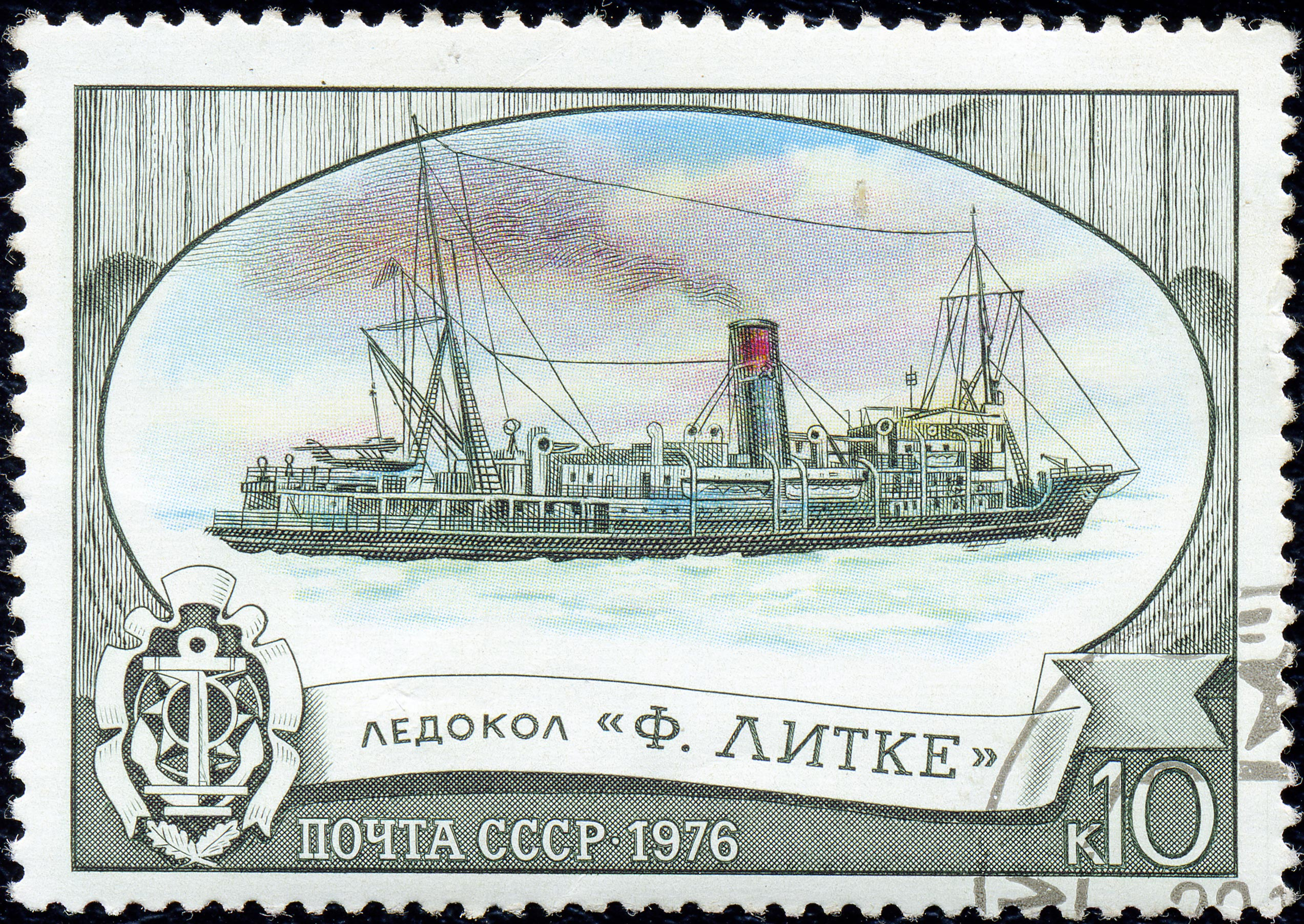
Le brise-glace Lütke sur un timbre-poste de l'URSS.
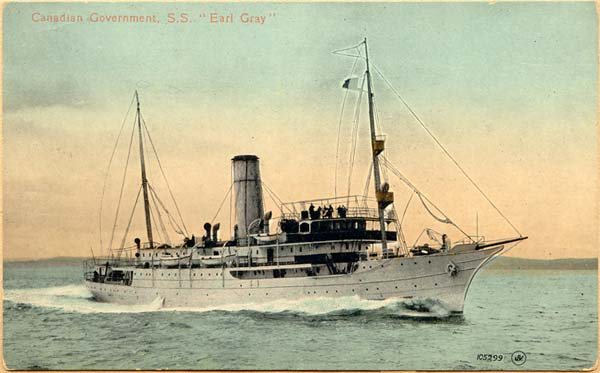
Le brise-glace peu après sa construction (entre 1910 et 1914), sous le nom d' Earl Grey.